# طلای شهامت
طلای شهامت چهارمین و واپسین کتابِ خاطراتِ محمّد بهمن‌بیگی است. این کتاب نخستین بار تابستانِ سالِ ۱۳۸۶ منتشر شد و حاوی نوشته‌هایی از نویسنده از سال‌های پیش و بلافاصله پس از انقلابِ ۱۳۵۷ است.